# 馬克·扎特科夫斯基
馬克·扎特科夫斯基（德語：Marc Rzatkowski；1990年3月02日—）是一位德國足球運動員，在場上的位置是進攻中場。他現在效力於比勒費爾德。

## 成就
- 奥地利冠军：2017、2018
- 奥地利杯冠军：2017